# AFC Cup 2008
De AFC Cup 2008 was de vijfde editie van de AFC Cup en werd gespeeld tussen clubs van landen die zijn aangesloten bij de Asian Football Confederation. Muharraq Club won dit toernooi door in de finale met 10-5 (over twee wedstrijden) te winnen van Safa SC Beiroet.

## Deelname
Uit tien aangesloten landen bij de Asian Football Confederation namen uit ieder land twee clubs deel aan deze editie. De winnaar van 2007, Shabab Al Ordon Al Qadisiya uit Jordanië, was automatisch gekwalificeerd maar trad in de groepsfase aan.

## Groepsfase
Groen: Als groepswinnaars door naar de kwartfinale
Blauw: Als beste nummers 2 door naar de kwartfinale
Rood: Uitgeschakeld

### Groep A
| Team             | Pld | W | D | L | GF | GA | GD | Pts |
| ---------------- | --- | - | - | - | -- | -- | -- | --- |
| Muharraq Club    | 6   | 3 | 2 | 1 | 14 | 7  | 7  | 11  |
| Dempo SC Panjim  | 6   | 3 | 1 | 2 | 13 | 12 | 1  | 10  |
| Al-Ansar Beiroet | 6   | 2 | 2 | 2 | 6  | 8  | −2 | 8   |
| Sur Club         | 6   | 1 | 1 | 4 | 9  | 17 | −6 | 4   |

### Groep B
| Team                 | Pld | W | D | L | GF | GA | GD | Pts |
| -------------------- | --- | - | - | - | -- | -- | -- | --- |
| Safa SC Beiroet      | 6   | 2 | 4 | 0 | 8  | 6  | 2  | 10  |
| Al-Wihdat Amman      | 6   | 1 | 4 | 1 | 12 | 12 | 0  | 7   |
| East Bengal Calcutta | 6   | 2 | 1 | 3 | 5  | 6  | −1 | 7   |
| Al-Ahli Sanaa        | 6   | 1 | 3 | 2 | 3  | 4  | −1 | 6   |

### Groep C
| Team                        | Pld | W | D | L | GF | GA | GD | Pts |
| --------------------------- | --- | - | - | - | -- | -- | -- | --- |
| Al-Nahda Masqat             | 6   | 2 | 3 | 1 | 9  | 8  | 1  | 9   |
| Al-Shabab Hadramaut         | 6   | 1 | 4 | 1 | 7  | 7  | 0  | 7   |
| Al-Najma Manana             | 6   | 1 | 4 | 1 | 7  | 7  | 0  | 7   |
| Shabab Al Ordon Al Qadisiya | 6   | 1 | 4 | 1 | 7  | 7  | 0  | 7   |

### Groep D
| Team           | Pld | W | D | L | GF | GA | GD | Pts |
| -------------- | --- | - | - | - | -- | -- | -- | --- |
| Home United FC | 6   | 5 | 0 | 1 | 18 | 10 | 8  | 15  |
| Kedah FA       | 6   | 4 | 1 | 1 | 13 | 8  | 5  | 13  |
| South China AA | 6   | 1 | 1 | 4 | 7  | 13 | −6 | 4   |
| Victory SC     | 6   | 0 | 2 | 4 | 3  | 9  | −6 | 2   |

### Groep E
| Team                      | Pld | W | D | L | GF | GA | GD | Pts |
| ------------------------- | --- | - | - | - | -- | -- | -- | --- |
| Singapore Armed Forces FC | 6   | 4 | 1 | 1 | 16 | 4  | 12 | 13  |
| Perak FA Ipoh             | 6   | 4 | 1 | 1 | 13 | 10 | 3  | 13  |
| Kitchee SC                | 6   | 1 | 1 | 4 | 6  | 12 | −6 | 4   |
| New Radiant               | 6   | 1 | 1 | 4 | 4  | 13 | −9 | 4   |

### Beste nummers 2
De drie beste nummers 2 plaatsen zich voor de kwartfinales.
| Team                | Pld | W | D | L | GF | GA | GD | Pnt |
| ------------------- | --- | - | - | - | -- | -- | -- | --- |
| Kedah FA            | 6   | 4 | 1 | 1 | 13 | 8  | 5  | 13  |
| Perak FA Ipoh       | 6   | 4 | 1 | 1 | 13 | 10 | 3  | 13  |
| Dempo SC Panjim     | 6   | 3 | 1 | 2 | 13 | 12 | 1  | 10  |
| Al-Wihdat Amman     | 6   | 1 | 4 | 1 | 12 | 12 | 0  | 7   |
| Al-Shabab Hadramaut | 6   | 1 | 4 | 1 | 7  | 7  | 0  | 7   |

## Kwartfinale
De heenwedstrijden vonden plaats op 16 september en de terugwedstrijden op 23 september 2008
| Team 1                    | Tot. | Team 2          | 1e wedstr. | 2e wedstr. |
| ------------------------- | ---- | --------------- | ---------- | ---------- |
| Perak FA Ipoh             | 0–7  | Safa SC Beiroet | 0–2        | 0–5        |
| Singapore Armed Forces FC | 2–4  | Al-Nahda Masqat | 2–1        | 0–3        |
| Dempo SC Panjim           | 5–4  | Home United FC  | 1–1        | 4–3        |
| Muharraq Club             | 7–1  | Kedah FA        | 5–0        | 2–1        |

## Halve Finale
De heenwedstrijden werden gespeeld op 7 oktober en de terugwedstrijden werden gespeeld op 21 oktober 2008.
| Team 1          | Tot.    | Team 2          | 1e wedstr. | 2e wedstr. |
| --------------- | ------- | --------------- | ---------- | ---------- |
| Muharraq Club   | 2-2 (u) | Al-Nahda Masqat | 0–1        | 0-1        |
| Safa SC Beiroet | 5-1     | Dempo SC Panjim | 1–0        | 4-1        |

## Finale
De heenwedstrijd werd gespeeld op 31 oktober en de terugwedstrijd werd gespeeld op 7 november 2008.
| Team 1        | Tot. | Team 2          | 1e wedstr. | 2e wedstr. |
| ------------- | ---- | --------------- | ---------- | ---------- |
| Muharraq Club | 10-5 | Safa SC Beiroet | 5-1        | 5-4        |